# Lý Tâm Khiết
Lý Tâm Khiết (tiếng Trung: 李心潔, tiếng Anh: Angelica Lee Sinje, sinh ngày 23 tháng 1 năm 1976) là một nữ ca sĩ kiêm diễn viên người Malaysia gốc Hoa. Khởi đầu sự nghiệp với tư cách là một nữ ca sĩ, Lý Tâm Khiết đã có nhiều năm kinh nghiệm ca hát ở những nước lân cận nói tiếng Trung như Malaysia, Đài Loan, Trung Quốc hay cả Hồng Kông.
Từ những năm 2000, cô còn lấn sang ngành điện ảnh và tham gia nhiều bộ phim khác nhau, trong đó, vai diễn nổi tiếng nhất trong sự nghiệp của cô là vai Triệu Gia Mân trong bộ phim Kiến quỷ, bộ phim kinh dị từng làm mưa làm gió trên khắp châu Á. Với vai diễn này, cô giành được hạng mục Nữ diễn viên chính xuất sắc nhất tại các giải thưởng điện ảnh cao quý ở Trung Quốc như giải thưởng điện ảnh Hồng Kông, giải Kim Mã và giải Kim Tử Kinh. Ngoài ra cô còn tham gia một số bộ phim khác như 20:30:40, Quỷ vực, Cứu mệnh, hay Thoát khỏi biển lửa.
Hiện cô đã kết hôn với Bành Thuận, đạo diễn điện ảnh người Hồng Kông và là thành viên của Bành Thị huynh đệ.